# Basetxeta-Atxoste
Basetxeta-Atxoste es una entidad de población española del municipio de Ereño, perteneciente a la provincia de Vizcaya, en la comunidad autónoma del País Vasco. En 2022, tenía empadronados 62 habitantes.